# Chapman Entertainment
A Chapman Entertainment foi uma produtora de televisão britânica fundada em 2001 por Keith Chapman (por isso o nome), Greg Lynn e Andrew Haydon (ex-diretor gerente da John Reid Entertainment).

## História
A empresa foi criada com o objetivo de explorar tanto os direitos de propriedade intelectual das criações de Chapman quanto os de terceiros interessados.
A empresa está estruturada para permitir maiores recompensas e insumos para os criadores de propriedades. Isso se desenvolveu a partir de frustrações de Chapman por sua falta de envolvimento com seu personagem de Bob the Builder. Ele criou o personagem no início da década de 1990 e conseguiu um acordo com o HIT Entertainment que os viu desenvolver o personagem. O projeto foi entregue à Hot Animation, especificamente Jackie Cockle e Curtis Jobling , que assumiram o título básico e premissa do show e correram com ele, desenvolvendo o projeto em casa a partir de uma tela em branco. O show resultante foi encomendado pela BBC.
Em maio de 2005, Chapman Entertainment lançou o programa Fifi and the Flowertots, um show de animação de stop-motion no Milkshake da Channel 5 e Nick Jr. O show foi exibido em mais de 100 territórios em todo o mundo. Fifi and the Flowertots apresentam as vozes de Jane Horrocks e muito mais.
Em maio de 2007, Chapman Entertainment lançou seu segundo show, Roary the Racing Car, que também foi exibido no Milkshake! de Channel 5 e Nick Jr. A ideia para o show foi sugerida pelo empregado David Jenkins e apresenta as vozes do comediante Peter Kay e mais e o piloto de corrida Sir Stirling Moss como narrador. Esse show foi exibido na América Latina e no Brasil no Discovery Kids e em Portugal já foi exibido por muitos canais, como AXN White, Canal Biggs, Disney Channel e Canal Panda.
Em julho de 2011, a Chapman Entertainment anunciou a partida de seu MD Greg Lynn antes das redundâncias maciças da empresa, "custos crescentes e condições comerciais desafiadoras" foram listados como o motivo das redundâncias.
Em agosto de 2011, Keith Chapman anunciou que a empresa estava sendo colocada à venda. Ele colocou a pouca venda de brinquedos como a causa principal.
Em novembro de 2012, a Chapman Entertainment anunciou a entrada em administração da empresa. novamente culpando as poucas vendas de brinquedos como causa principal.
Em setembro de 2013, a DreamWorks Animation (que seria adquirida pela NBCUniversal em 2016) adquiriu a biblioteca de TV de Chapman Entertainment. A aquisição adiciona à biblioteca crescente de marcas de entretenimento familiar da DreamWorks que também inclui as propriedades conquistadas quando adquiriram a Classic Media em 2012. Os programas Chapman serão agora distribuídos através da operação de distribuição de TV baseada no Reino Unido da DreamWorks Animation.  Na Ásia, seus programas atualmente são exibidos no canal DreamWorks Channel pelo bloco DreamWorks Jr.